# Дрия (Великопольське воєводство)
Дрия (пол. Dryja) — село в Польщі, у гміні Тулішкув Турецького повіту Великопольського воєводства.
Населення — 200 осіб (2011).
У 1975-1998 роках село належало до Конінського воєводства.

## Демографія
Демографічна структура станом на 31 березня 2011 року:
|          | Загалом | Допрацездатний вік | Працездатний вік | Постпрацездатний вік |
| -------- | ------- | ------------------ | ---------------- | -------------------- |
| Чоловіки | 98      | 29                 | 61               | 8                    |
| Жінки    | 102     | 20                 | 62               | 20                   |
| Разом    | 200     | 49                 | 123              | 28                   |